# Hát ru
Hát ru là những bài hát nhẹ nhàng giúp trẻ em ngủ. Phần lớn các câu trong bài hát ru con lấy từ ca dao, đồng dao, hay trích từ các loại thơ hoặc hò dân gian được truyền miệng từ bà xuống mẹ, thế hệ trước sang thế hệ sau. Do đó, những bài hát này rất đa dạng, mang tính chất địa phương, gần như mỗi gia đình có một cách hát riêng biệt.
Trong hát ru thường chỉ chú ý đến lời (ca từ) còn giai điệu (nhạc lý) thì mỗi bà mẹ có một giọng trữ tình riêng nhưng vẫn gây ấn tượng sâu sắc trong suốt cả cuộc đời người con.

## Tiếng động và giọng nói quen thuộc
Thai nhi trong tử cung bắt đầu nghe được tiếng động và giọng của mẹ từ tháng thứ 4 (mặc dù hệ thống tai–nghe hoàn thành vào tháng thứ 6). Theo nhiều nghiên cứu khoa học, mặc dù thai nhi nằm trong nước ối và được bao bọc bởi nhiều lớp cơ, màng, có thể nghe được tiếng động, tiếng nhạc, nhịp nhanh chậm, tông độ cao thấp, v.v... gần như chính xác. Tiếng nói của mẹ có cường độ mạnh vì truyền theo cơ thể thẳng vào tử cung.
Tiếng động có khả năng thay đổi nhịp tim của thai nhi. Chỉ qua 5 giây, tiếng động kích thích có thể làm thay đổi nhịp tim kéo dài 1 tiếng đồng hồ. Nhiều tiếng nhạc làm thay đổi chuyển hóa. Trong một cuộc khảo cứu, khi trẻ sinh thiếu tháng được cho nghe bài nhạc "Lullabye" của Brahms 5 phút, 6 lần mỗi ngày rõ ràng có lớn nhanh hơn những trẻ tương tự.
Nhịp điệu của bài hát đem lại cảm giác "an toàn" có thể vì làm nhớ lại nhịp điệu tim đập nghe được từ những ngày tháng còn trong lòng mẹ. Giọng nói, tiếng ru của mẹ bên tai cho trẻ biết đang được người bảo bọc.
Một số nghiên cứu gần đây cho thấy ru bằng những nguyên âm không thành câu ("humming") dễ làm trẻ ngủ hơn là hát thành bài có câu cú rõ rệt.

## Khoa học
Dưới góc độ khoa học thì hát ru là những kích thích rất có lợi không những với sự phát triển ngôn ngữ, tâm lý, sinh lý mà còn cả phát triển thể chất nữa. Đó là sự kích thích tiền đình và nhiều người đã xác nhận rằng những trẻ hằng ngày được kích thích bằng hát ru (khoảng 10 phút) thì phản xạ vận động tốt hơn nhiều so với trẻ không được nghe hát ru (theo nghiên cứu của Đại học Ohio)

## Ru con Việt Nam

### Bắc bộ
- Con cò mà đi ăn đêm

À ơi...

Con cò mày đi ăn đêm 

Đậu phải cành mềm Lộn cổ xuống ao 

À ơi...

Ông ơi, ông vớt tôi nao 

Tôi có lòng nào ông hãy xáo măng 

À ơi...

Có xáo thì xáo nước trong 

Đừng xáo nước đục Đau lòng cò con... 
- Cái ngủ

Cái ngủ mày ngủ cho ngoan
Để mẹ đi cấy đồng xa trưa về
Bắt được con trắm con trê
Thòng cổ mang về cho cái ngủ ăn
Cái ngủ ăn không hết để dành đến tết mùng ba
Mèo già ăn vụng, mèo ốm phải đòn
Mèo con phải vạ, con quạ chết trôi
Con ruồi đứt cánh, đòn gánh có mấu
Củ ấu có sừng, châu chấu có chân
Bồ quân có rễ, cây nghệ có hoa
Cây cà có trái
Con gái có chồng, đàn ông có vợ
kẻ chợ buôn bè
cây tre có lá, con cá có vây
Ông thầy có sách, thợ gạch có dao
Thợ cào có búa, xay lúa có giàn
Việc làng có mỡ, ăn cỗ có phần
cái ngủ mày ngủ cho lâu à…ơi…à…ơi

### Trung bộ
1. Cái quán giữa đàng

Bạn hàng trước ngõ
Cây hương bên tàu
nhỏ nhụy thơm xa
(Chớ) anh có đi mô lâu
cũng nhớ ghé vô thăm chén ngọc ve ngà
dù gần cũng nghĩa
dù xa cũng tình...
1. Bạn chào ta có ân có ái

Ta chào lại bạn có nghĩa có nhơn
May mô may quyển lại gặp đờn
Quyển kêu thánh thót còn tiếng đờn thì ngâm nga
Nhắn em về nói với mẹ cha
Dọn đàng quét ngõ tháng ba dâu về
Dâu về không lẽ về không?
Ngựa Ô đi trước ngựa Hồng theo sau
Ngựa Ô đi tới vạt cau
Ngựa Hồng thủng thỉnh đi sau vạt chè...

### Nam bộ
Ầu ơi... ví dầu

Cầu ván đóng đinh

Cầu treo lắc lẻo

Gập ghềnh khó qua

...

Ầu ơ i.. 

Khó qua mẹ dắt con qua...

Con đi trường học

Mẹ đi trường đời...